# Wielki Basen Artezyjski

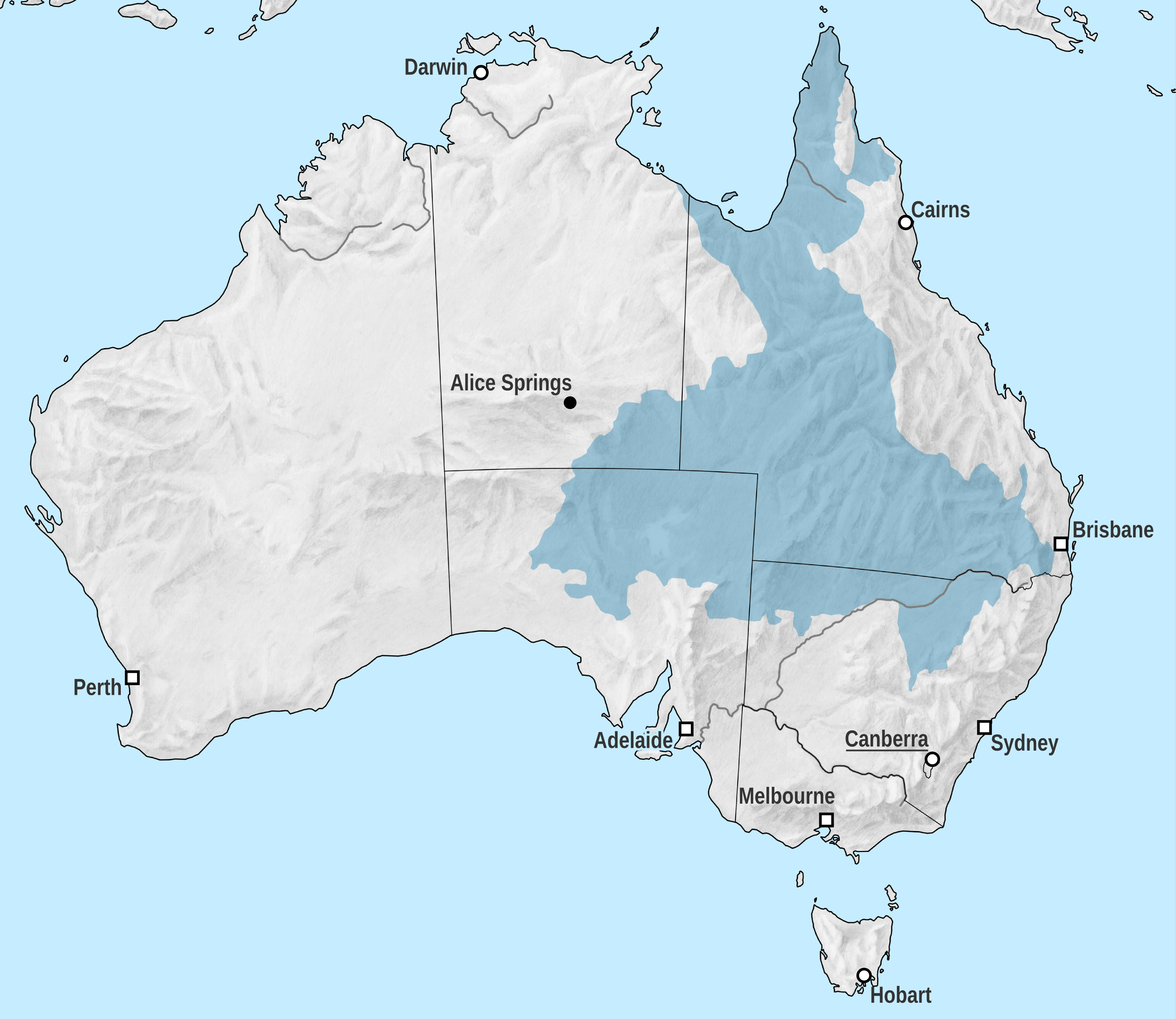
Zasięg Wielkiego Basenu Artezyjskiego

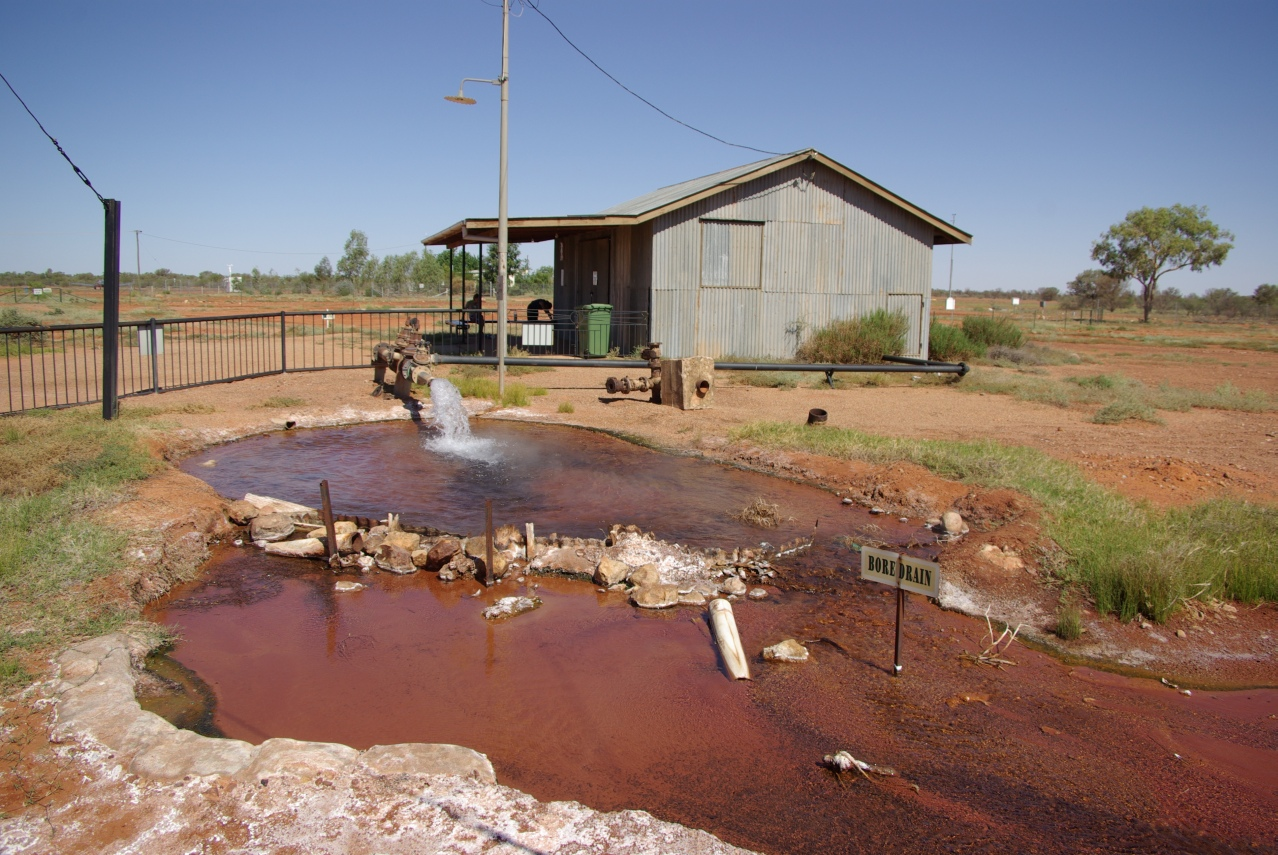
Ciepła woda z odwiertu w Thargomindah

Wielki Basen Artezyjski (ang. Great Artesian Basin) – największy artezyjski basen świata położony w Australii w najniższej części Niziny Środkowoaustralijskiej pomiędzy Wielkimi Górami Wododziałowymi a Wyżyną Zachodnioaustralijską.
Zajmuje obszar 1 700 000 km² co stanowi ok. 22% powierzchni kontynentu, najwięcej w Queensland, południowo-wschodni róg Terytorium Północnego, północno-wschodnią część Australii Południowej i północną część Nowej Południowej Walii. Jego głębokość miejscami sięga 3000 metrów i szacuje się, że zawiera 64 900 kilometrów sześciennych wody gruntowej.
Wody artezyjskie są istotne dla rolnictwa w Australii, gdyż panują tam susze, a woda jest niezbędna do powszechnego na kontynencie chowu owiec.